# Henri Frankfort
Henri 'Hans' Frankfort (Amsterdã, 24 de fevereiro de 1897 - Londres, 16 de julho de 1954) foi um egiptólogo, arqueólogo e orientalista alemão.

## Início da vida e educação
Nascido no Amsterdã, em uma família "judia liberal" Frankfort estudou história na Universidade de Amsterdã e depois se mudou para Londres, onde em 1924, foi para University College. Em 1927, conseguiu um Ph.D. pela Universidade de Leiden.
1. ↑  «Henri Frankfort». Encyclopædia Britannica Online (em inglês). Consultado em 26 de outubro de 2021